# Új Elba-alagút
Az Új Elba-alagút (németül Neuer Elbtunnel) az A7-es autópálya hamburgi szakaszán található létesítmény, amely a hamburgi kikötő területén az Elba folyam alatt köti össze a város északi és déli negyedeit. A Németország legforgalmasabb hajózási útvonala alatt húzódó alagutat naponta 150 000 jármű veszi igénybe.

## Története

### Építés

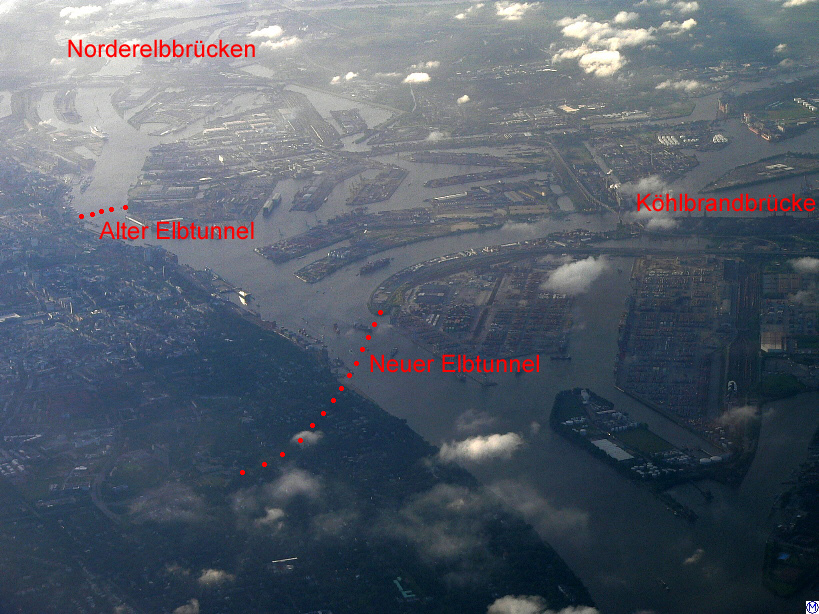
Elbai átkelők helyei Hamburgban

Az Elba szétszakadozó ágai között fekvő Hamburg története során mindig fontos kérdés volt a folyam átkelési lehetőségeinek biztosítása. A város szívében fekvő kikötőt látogató nagy magasságú tengeri hajók miatt az Elba alsó szakaszán hidak építésére gondolni sem lehetett. Az egyre növekvő forgalmat hosszú időn át kompokkal próbálták meg elszállítani. Az 1911-ben megnyílt első Elba-alagút kapacitása kevésnek bizonyult az 1950-es évek „gazdasági csodájának” köszönhetően megnövekedett forgalom átbocsátására.
Az alagút megépítését az 1960-as évek közepén határozta el az NSZK. Az építés költségeit a nyugatnémet állam finanszírozta, mivel az alagút az A7-es állami autópálya részként épült. Az építkezés 1968-ban kezdődött. Az 1975-ig tartó munkálatok során három alagutat mélyítettek az Elba hajózóútja alá. A kikötő egyik közeli medencéjében nyolc darab, egyenként 132 méter hosszú, 41,7 méter széles beton alagútelemet készítettek, amelyeket túlnyomásos levegővel töltöttek fel. Az elkészült betonelemeket hajókkal vontatták az építkezés helyszínére, ahol a folyómederben előre elkészített árkokba süllyesztették őket. Az alagút nem folyómeder alatti részeit egy fúrópajzs segítségével fúrták ki. A létesítmény legmélyebb pontja 28 méter mélyen fekszik az Elba átlagos dagályvízszintje alatt.
A város forgalmi gondjait enyhítő Új Elba-alagutat  1975. január 10-én adta át a forgalomnak Helmut Schmidt NSZK-kancellár. Az építés költségei 540 millió márkát emésztettek fel.
Mindhárom alagút egyenként két forgalmi sávot foglalt magába. Az egyes alagutakban a forgalmi igényeknek megfelelően különböző irányokban haladhattak a járművek. Az alagutak felügyeletét kezdettől fogva az északi bejárat közelében elhelyezkedő irányítóközpont végzi. A központból kamerákkal figyelték az alagutat és itt határozták meg azt is, hogy az egyes alagutakba mely irányból lehet behajtani.

### Átalakítások, bővítés
1989 decemberében, már a berlini fal leomlása után az alagút bejáratai fölé betonból készült, szükség esetén lezuhanó elemeket építettek be. A több tonnás betontömbök feladata az lett volna, hogy a hidegháborús konfliktus elfajulása esetén meghiúsítsa a Varsói Szerződés támadó csapatainak áthaladását az Elba alatt. A 107 tonnás tömböket végül 2000-ben távolították el.
Az 1990-es évekre a forgalom növekedése meghaladta az alagút áteresztő képességét. A bejáratnál állandósuló torlódások jelezték, hogy az áteresztőképesség bővítésére van szükség. A hamburgi törvényhozásban komoly politikai csatározásokra került sor, míg 1993. december 14-én végül a Bürgerschaft a negyedik alagút megépítése mellett döntött. A negyedik alagút építésének előkészítő munkálatai 1995-ben kezdődtek, az alagútfúráshoz 1997-ben kezdtek hozzá. A 3096 méter hosszú negyedik csövet a „TRUDE” nevű (németül Tief Runter Unter Die Elbe; ~ „Mélyen az Elba Alá”) fúrópajzzsal fúrták. Az építés költsége 550 millió euró volt, az új alagutat 2002-ben nyitották meg. A negyedik cső átadása azonban nem oldotta meg közlekedési problémákat, a torlódások továbbra is állandóak maradtak. Az eredetileg 60 000 jármű/nap kapacitásra tervezett átkelőhelyet a 2000-es évtizedben már 150 000 autó vette igénybe naponta.

## Problémák az üzemelés során
A létesítményben annak ellenére rendszeresek a torlódások és a dugók, hogy az alagút áteresztőképessége meghaladja az odavezető A7-es autópálya kapacitását. A Németország-szerte hírhedt hamburgi alagútdugók okai igen sokrétűek. A dugók kialakulásának okaként a következőket állapították meg:
- Az alagutak elérése előtt számos autós vált forgalmi sávot, hogy a számára megszokott úton tehesse meg a folyó alatt átvezető utat. A sávváltások során a vezetők feltartják a mögöttük haladó járműveket, ez pedig csúcsforgalom idején torlódáshoz, illetve a forgalom teljes leállásához vezet.
- Az alagutak belsejét borító csempék miatt csempeszámolónak gúnyolja a hamburgi népnyelv azokat a vezetőket, akikre a beszűkült tér nyomasztóan hat, ezért csak lassan hajtanak át az alagúton. A forgalmat feltartó sofőröket az alagútirányító központból hangosbemondón szólítják fel gyorsabb haladásra, de ez a tapasztalatok szerint nem segít a dugók elkerülésében.
- A teherautók vezetői rendszeresen elfeledkeznek arról, hogy az alagútban 4 méternél magasabb járművek nem közlekedhetnek. Egy automata – az alagút sérülését megelőzendő – azon nyomban lezárja azokat az alagutakat, amelyet egy túlméretes teherautó megközelít. A szabadon maradó sávok áteresztőképessége túl kevés a forgalom levezetéséhez.
- A létesítményben rendszeresek a polgári védelmi gyakorlatok, fenntartási munkálatok, téves tűzriasztások. Ilyenkor az egyes alagutakat lezárják.

## Képek az alagútról

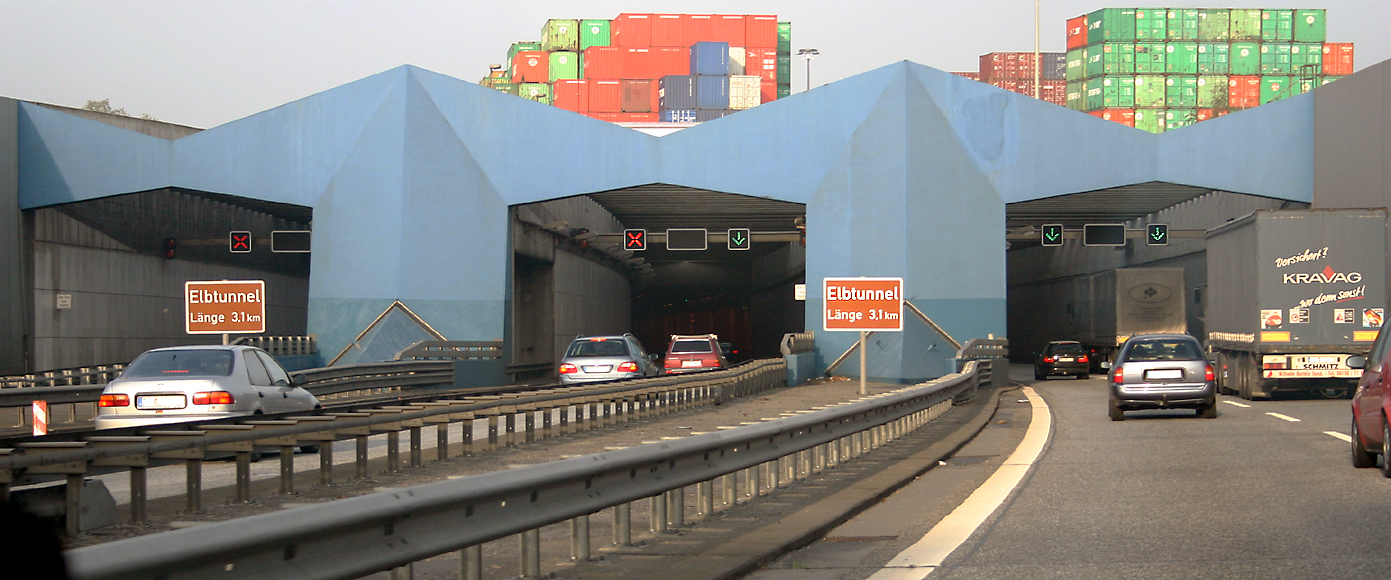
A déli bejárat
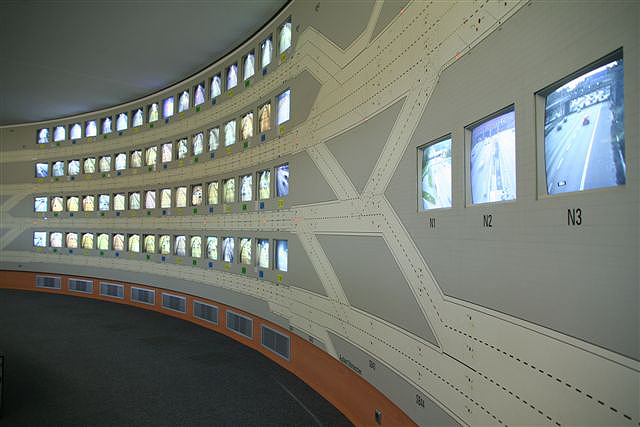
Az irányítóközpont fala
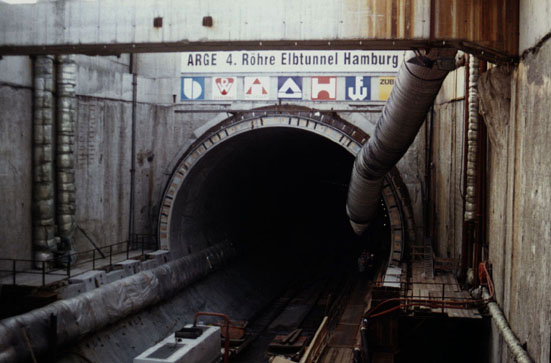
A negyedik alagút építése

## Fordítás
- Ez a szócikk részben vagy egészben a Neuer Elbtunnel című német Wikipédia-szócikk ezen változatának fordításán alapul.  Az eredeti cikk szerkesztőit annak laptörténete sorolja fel. Ez a jelzés csupán a megfogalmazás eredetét és a szerzői jogokat jelzi, nem szolgál a cikkben szereplő információk forrásmegjelöléseként.